# Dutos eferentes
Os dutos eferentes (ou ductos eferentes ou dúctulos eferentes ou vasa efferentia) ligam o rete testis com a secção inicial do epidídimo.
Existem dois modelos básicos para a estrutura dos dutos eferentes:
- a) múltiplas entradas no epidídimo, como visto na maioria dos grandes mamíferos. Em humanos e outros grandes mamíferos, existem aproximadamente 15 a 20 ductos eferentes, que também ocupam quase um terço da cabeça do epidídimo.
- b) entrada única, como visto na maioria dos pequenos animais, como roedores, onde pelos 3–6 dutos se fundem em um único pequeno duto antes de entrar no epidídimo.

Os ductos são unilaminares e compostos de células colunares ciliadas e não-ciliadas (absortivas). As células ciliadas servem para agitar os fluidos do lúmen, possivelmente para ajudar a garantir a absorção homogênea de água do fluido produzido pelos testículos, o que resulta em um aumento na concentração de espermatozoides luminal. O epitélio é circundado por uma faixa de músculo liso que ajuda a impulsionar o espermatozoide em direção ao epidídimo.

## Imagens adicionais

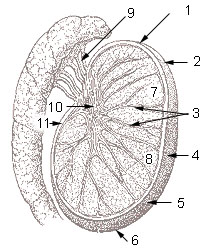